# Tapinocephalus
Tapinocephalus ist eine ausgestorbene Gattung früher Therapsiden („frühe Säugerverwandte“) aus dem Mittelperm Südafrikas. Die Fossilien des bis zu 3 Meter langen Pflanzenfressers stammen aus der Beaufort-Gruppe des Karoo-Hauptbeckens. Die einzige gültige Art T. atherstonei wurde 1876 von dem britischen Paläontologen Richard Owen erstbeschrieben. Tapinocephalus gehört zu den frühesten Therapsidenfunden weltweit.

## Merkmale

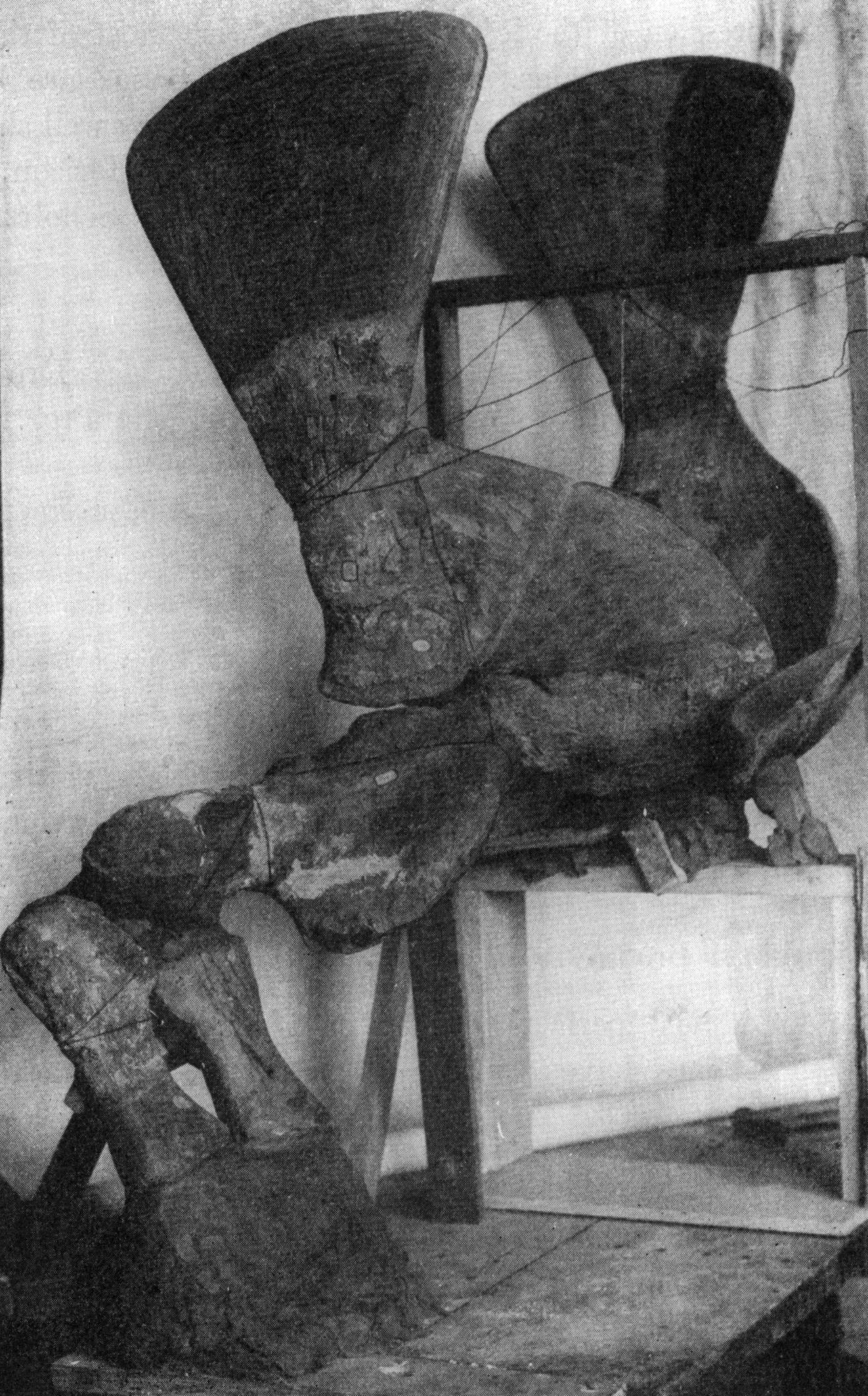
Schultergürtel und Vorderbein von T. atherstonei

Mit drei Metern Länge  und einem Gewicht von etwa zwei Tonnen war Tapinocephalus eines der größten Tiere seines Ökosystems. Tapinocephalus besaß einen verdickten, bis zu 45 Zentimeter langen Schädel, mit welchem die Männchen vermutlich Kämpfe um Weibchen oder Territorium bestritten. Der Körper war kräftig gebaut und endete in einem kurzen Schwanz. Die Beine standen wie bei allen frühen Dinocephaliern gespreizt nach außen hin ab (Spreizgang).

## Entdeckung
Tapinocephalus ist von einigen Schädelfunden sowie von postkranialen Elementen bekannt.
Aufgrund der zahlreichen Funde war die Gattung namensgebend für die so genannte Tapinocephalus-Assemblage-Zone, welche die zweitunterste Gesteinsbank der Beaufort-Gruppe darstellt. Die Familie der Tapinocephalidae ist ebenfalls nach der Gattung Tapinocephalus benannt.

## Lebensweise
Der Tapinocephalus lebte vermutlich in Herden. Es wird angenommen, dass er in der Nähe von Wasser lebte und möglicherweise sogar viel Zeit im Wasser verbrachte.